# 광녕 고씨
광녕 고씨(廣寧高氏)는 한국의 성씨이다.
시조 고유보는 명나라 사람으로 청나라의 지배에 반대했으며, 병자호란 당시 척화파였던 조선인 김상헌이 심양으로 잡혀가는 도중 고유보를 만났고 김상헌의 권유로 조선에 귀화했다.

## 참고 자료
- “광녕고씨(廣寧高氏)”. 뿌리를 찾아서.[깨진 링크(과거 내용 찾기)]